# Kollauwanderweg
Der Kollauwanderweg ist ein Wanderweg in Hamburg, welcher größtenteils entlang der Kollau verläuft. Er beginnt am Vielohgraben und weiter an der Kollau bis zu ihrer Mündung in die Tarpenbek.
Koordinaten: 53° 36′ 29,6″ N, 9° 57′ 0,8″ O

## Verlauf
Der Kollauwanderweg führt durch die Hamburger Stadtteile Schnelsen, Niendorf und Lokstedt.
Er beginnt am Wagrierweg und verläuft dann am Vielohgraben bis zur Mündung in die Kollau, dann weiter an der Kollau stromabwärts.  
Bei der Vogt-Kölln-Straße verläuft er ca. 200 Meter weiter südlich ab der Brücke der Güterumgehungsbahn weiter, am Wegenkampgraben vorbei und nach ca. 400 Metern wieder an der Kollau.
Kurz vor der Mündung der Kollau in die Tarpenbek knickt der Kollauwanderweg vom Bahndamm ab. Nach der Mündung gelangt man über eine Brücke auf einen Wanderweg an der Tarpenbek.

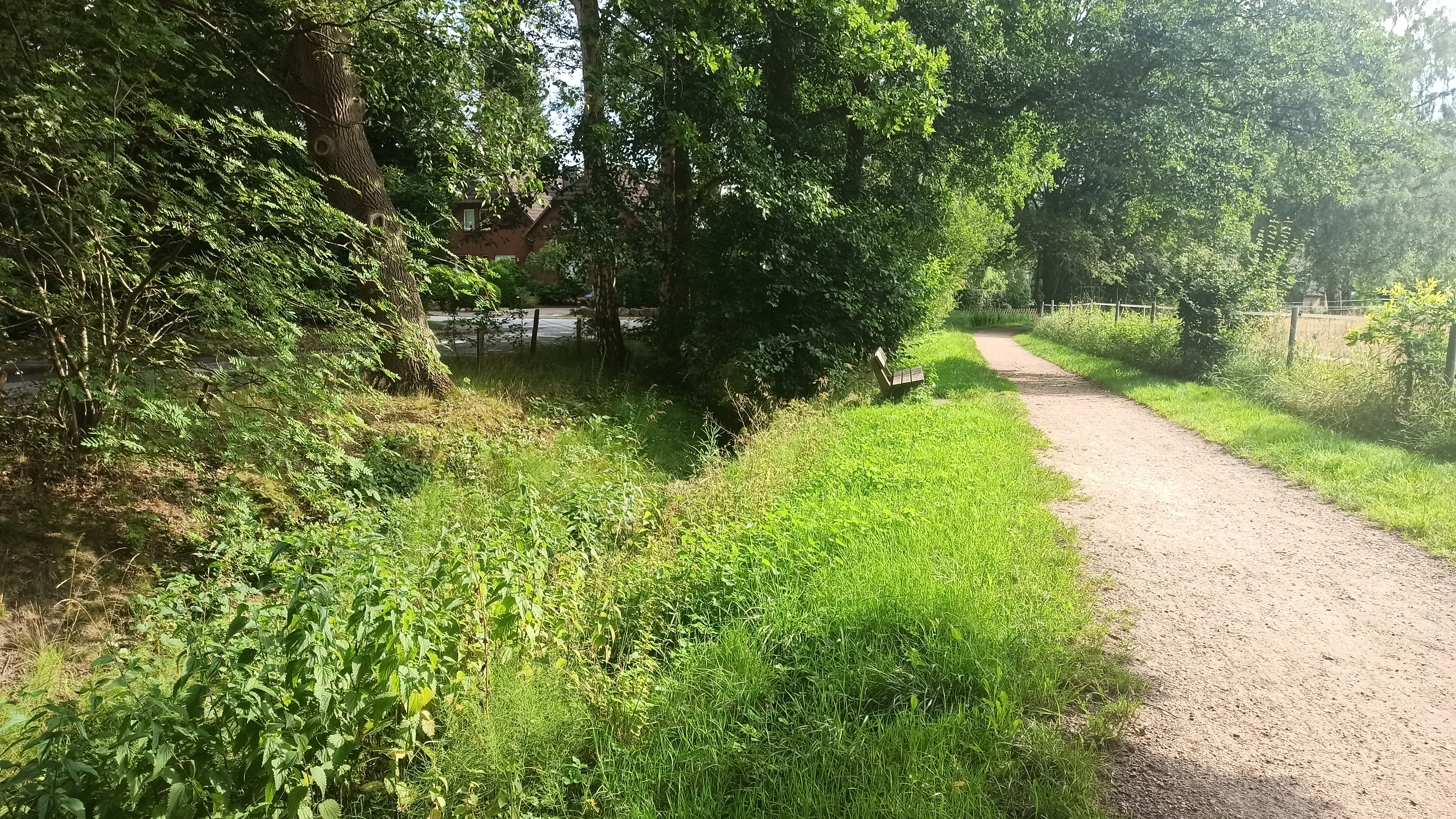
Kollauwanderweg am Vielohgraben